# 二苯并-18-冠-6
二苯并-18-冠-6是一种苯并冠醚。它是18-冠-6的含苯环衍生物。这种化合物可以由邻苯二酚和二(氯乙基)醚反应制得：